# Роговское (озеро, Беларусь)
Рого́вское (бел. Раго́ўскае) — озеро в Лепельском районе Витебской области Белоруссии. Относится к бассейну реки Дива. Одно из самых глубоких озёр Лепельского района.

## Описание
Озеро находится в 30 км к северо-востоку от города Лепель и в 1 км к северу от деревни Ворошки. Высота над уровнем моря составляет 129,8 м.
Площадь зеркала составляет 0,6 км², длина — 1,71 км, наибольшая ширина — 0,59 км. Длина береговой линии — 4,37 км. Максимальная глубина достигает 28,1 м, что составляет одно из самых больших значений для озёр Лепельского района. Средняя глубина составляет 11,1 м. Объём воды в озере — 6,68 млн м³. Площадь водосбора — 99,6 км².
Котловина лощинного типа, вытянутая с юго-запада на северо-восток. Склоны в основном крутые, суглинистые, поросшие кустарником, на востоке и юге частично распаханные. Высота западных склонов составляет 18—24 м, северных и северо-восточных — 9—10 м, восточных и южных — 4—5 м. Берега преимущественно ровные, сливающиеся со склонами котловины. Восточный берег низкий, извилистый.
Ширина мелководья составляет преимущественно 5—15 м, с восточной стороны расширяясь до 35—40 м. Глубины до 2 м занимают около 13 % площади озера. До глубины 2—3 м, а на востоке и юге до 4—6 м дно покрыто песком. Глубже до 5—7 м, местами до 10 м распространяются опесчаненные отложения. Профундаль покрыта глинистым илом.
Минерализация воды составляет 270—285 м, прозрачность — 2,5 м. Озеро мезотрофное, слабопроточное. С юга впадает река Лукомка. На севере вытекает ручей, впадающий в озеро Островки.
Надводная растительность распространяется до глубины 1,7—2 м и образует полосу шириной от 5 до 35 м.
В озере обитают щука, окунь, сом, густера, плотва, краснопёрка, уклейка, ряпушка, линь и другие виды рыб, а также раки.